# Alur Merbo
Alur Merbo is een bestuurslaag in het regentschap Aceh Timur van de provincie Atjeh, Indonesië. Alur Merbo telt 479 inwoners (volkstelling 2010).